# Kanton Sevi-Sorru-Cinarca
Sevi-Sorru-Cinarca is een kanton van het Franse departement Corse-du-Sud. Het kanton maakt deel uit van het arrondissement Ajaccio. In 2021 telde het 7.723 inwoners.

Het kanton werd gevormd ingevolge het decreet van 24 februari 2014 , met uitwerking op 22 maart 2015, met Cargèse als hoofdplaats.

## Gemeenten
Het kanton omvat volgende gemeenten:
- Ambiegna
- Arbori
- Arro
- Azzana
- Balogna
- Calcatoggio
- Cannelle
- Cargèse
- Casaglione
- Coggia
- Cristinacce
- Évisa
- Guagno
- Letia
- Lopigna
- Marignana
- Murzo
- Orto
- Osani
- Ota
- Partinello
- Pastricciola
- Piana
- Poggiolo
- Renno
- Rezza
- Rosazia
- Salice
- Sant'Andréa-d'Orcino
- Sari-d'Orcino
- Serriera
- Soccia
- Vico